# Mathias Solders
Mathias Solders (* 3. Dezember 1750 in Maastricht; † 31. Oktober 1826 in Aachen) war ein Verwaltungsbeamter und von 1820 bis 1826 als besoldeter Beigeordneter Oberbürgermeister der Stadt Aachen.

## Leben
Während der Napoleonischen Besetzung erhielt der ursprüngliche Doktor der Medizin Mathias Solders im Jahr 1798 seine Ernennung zum Munzipaladministrator, was einem leitenden Kommunalbeamten entsprach. Am 25. November 1800 folgte seine Berufung zum 3. Adjunkt. In dieser Stellung wurde er zweimal, am 18. März 1808 und am 25. März 1813 bestätigt. Auch nach Ende der Besetzung im Jahr 1814 blieb Solders zunächst unbesoldeter Beigeordneter. Von 1820 bis 1826 bekleidete er dann als besoldeter Beigeordneter zugleich das Amt des Oberbürgermeisters der Stadt Aachen.